# Nisse tänker sjöman bli
Nisse tänker sjöman bli är en barnsång skriven av Birger Arwidson (musik) och Ester Callersten (text). Sedan 1974 har även flera skivinspelningar av visan gjorts.

## Publicerad
- Nu ska vi sjunga - 1943